# Ciółkowo (gromada)
Ciółkowo (alt. Ciołkowo) – dawna gromada, czyli najmniejsza jednostka podziału terytorialnego Polskiej Rzeczypospolitej Ludowej w latach 1954–1972.
Gromady, z gromadzkimi radami narodowymi (GRN) jako organami władzy najniższego stopnia na wsi, funkcjonowały od reformy reorganizującej administrację wiejską przeprowadzonej jesienią 1954 do momentu ich zniesienia z dniem 1 stycznia 1973, tym samym wypierając organizację gminną w latach 1954–1972.
Gromadę Ciółkowo z siedzibą GRN w Ciółkowie utworzono – jako jedną z 8759 gromad na obszarze Polski – w powiecie płockim w woj. warszawskim, na mocy uchwały nr VI/10/13/54 WRN w Warszawie z dnia 5 października 1954. W skład jednostki weszły obszary dotychczasowych gromad Ciółkowo, Ciółkówko, Ciółkówko Nowe, Męczenino i Śniegocin ze zniesionej gminy Rogozino w tymże powiecie. Dla gromady ustalono 11 członków gromadzkiej rady narodowej.
31 grudnia 1959 z gromady Ciółkowo wyłączono (a) wsie Śniegocin i Trębin, włączając je do gromady Zagroba oraz (b) wsie Ciółkowo i Męczenino, włączając je do gromady Rogozino w tymże powiecie, po czym gromadę Ciółkowo zniesiono a jej (pozostały) obszar włączono do gromady Radzanowo tamże.